# Pavao Brajša
Pavao Brajša (Zagreb, 1933. – 2019.), hrvatski psihijatar, psihoterapeut i komunikolog, diplomirao je na Medicinskom fakultetu u Zagrebu. Specijalizirao je neurologiju i psihijatriju i doktorirao iz područja obiteljske psihijatrije na Medicinskom fakultetu u Zagrebu 1973. temom Obiteljska situacija mlađih adolescenata asocijalnog ponašanja promatrana metodama obiteljske psihijatrije. Cijeli svoj radni vijek proveo je kao psihijatar u Varaždinu. Kao znanstveni suradnik predaje na sveučilištima u Zagrebu, Mariboru, Varaždinu, Ljubljani i Grazu. Osnovao je nekoliko bračnih i obiteljskih savjetovališta u Hrvatskoj. Radio je kao edukator i supervizor grupnih, obiteljskih i bračnih terapeuta. Vodio je komunikacijske treninge za pedagoške radnike, menadžere i ostale građane u Hrvatskoj i Sloveniji. Dosad je napisao četrdesetak knjiga. Piše u mnogim dnevnim listovima i tjednicima o problematici djece, braka i obitelji, međusobnoga komuniciranja u privatnome, profesionalnome i društvenome životu. Već duže vrijeme o toj problematici piše i u Glasu Koncila. Djela: Bez razgovora se ne može:  kvalitetnijim razgovorom do sebe i drugih, Abeceda demokratskog ponašanja, Brak i obitelj iz drugoga kuta, Brak naš svagdašnji, Roditelji i djeca, Bajnski Dvori : neobičan razvoj jedne obične psihijatrije, Drukčija psihijatrija, Drukčiji pogled na brak i obitelj, Ljubav i svađa u dvoje, Medicinska psihologija i mentalna higijena: priručnik za srednjoškolsko obrazovanje nastavnih kadrova (suautor Stjepan Ozimec), Menedžerska komunikologija : razgovor, problemi i konflikti u poduzeću, Moj, tvoj, naš seks : kako sačuvati sreću i zadovoljstvo u seksualnom životu, Očevi, gdje ste? (prevedena na slovenski), Opća psihodinamika samoupravnog ponašanja, Psihijatrijski bolesnik i njegova obitelj u varaždinskoj sveobuhvatnoj psihijatrijskoj zaštiti u zajednici, Roditelji i djeca, Rukovođenje kao međuljudski odnos : sistemska i cirkularna odnosna psihodinamika rukovođenja, Sedam tajni uspješne škole, Sedam tajni uspješnog managementa, Opća psihodinamika samoupravnog ponašanja (prevedena na slovenski), Spolnost, dijete, škola, Sreća i nesreća udvoje: istinite priče žena i muškaraca o bračnoj stvarnosti, Sreća ili nesreća udvoje:  suština i stvarnost braka, Što je dobro znati prije braka, Što je dobro znati o razvodu braka, Tajna uspješnog roditelja i odgojitelja : priručnik za rad na sebi namijenjen roditeljima, odgojiteljima, učiteljima i svima koji žele unaprijediti svoj odnos s djecom (suautori Andreja Brajša-Žganec, Edita Slunjski), Timski rad, Umijeće razgovora, Umijeće snalaženja pomoću eneagrama i dr. Članke objavio u Defektologiji, Riječkom teološkom časopisu, Acta medicorum, Diacovensia i dr.